# Сырнев, Сергей Васильевич
Серге́й Васи́льевич Сы́рнев (3 (15) апреля 1858 года — не ранее 1940 года) — протоиерей Русской православной церкви, член IV Государственной думы от Вятской губернии.

## Семья, образование
Родился  3(15) апреля 1858 года в семье священника Василия Георгиевича Сырнева - настоятеля храма иконы Божией Матери "Достойно есть" села Порез Глазовского уезда Вятской губернии.  24 июня (6 июля) 1880 года окончил курс Вятской духовной семинарии по первому разряду.
Был женат на Марии Павловой (1862—…). В семье отца Сергия были дети: Фаина (1883—…) — супруга протоиерея Алексия Кибардина; Агния (1884—…); Алексей (1886—…) и Василий (1888—…).

## Служба

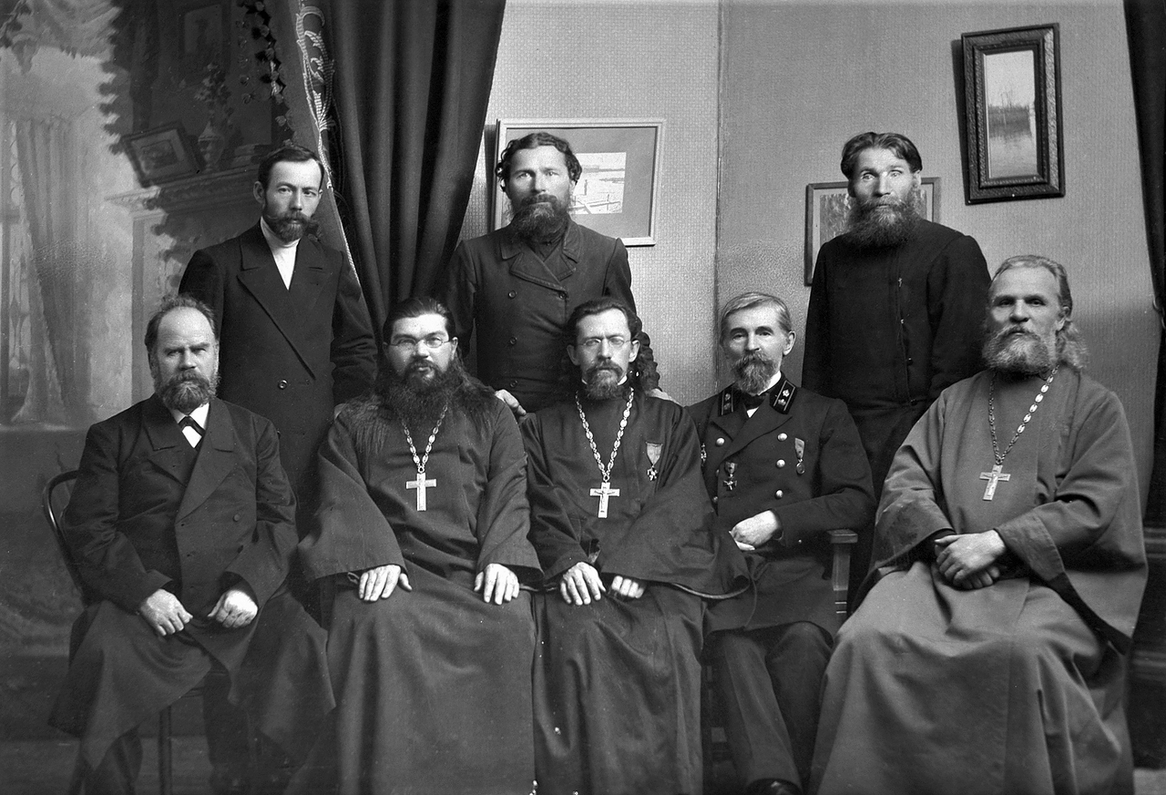
Депутаты IV Государственной Думы от Вятской губернии. Верхний ряд: С. А. Калинин, К. А. Тарасов, К. Е. Городилов; Нижний ряд: Н. П. Стародумов, И. М. Короваев, С. А. Попов, Н. В. Жилин, С. В. Сырнев

С 8 (20) сентября 1880 года надзиратель а с 27 августа (8 сентября) 1881 года и преподаватель латинского языка Яранского духовного училища.
24 августа (5 сентября) 1884 года Сергей Васильевич был определён, а 9 (21) сентября рукоположен во священника к церкви Казанской иконы Божией Матери села Сезенево Слободского уезда. 4 (16) декабря 1885 года был переведён к храму иконы Божией Матери «Достойно есть» села Порез Глазовского уезда. Одновременно в 1887—1893 годах — смотритель епархиального свечного склада; в 1889—1893 годах — смотритель книжного склада; в 1892—1893 и 1896-1904 годах — заведующий-законоучитель церковно-приходских школ. С 28/VIII 1893 г. — священник в Троицкой церкви села Бемышево Елабужского уезда. Одновременно с 28 августа (9 сентября) 1893 года по 11 (23) февраля 1895 года был благочинным 2-го округа Елабужского уезда.
11 (23) февраля 1895 года отец Сергий был переведён к Никольской церкви города Котельнича. Здесь с 20 апреля (2 мая) 1895 года по 28 октября (10 ноября) 1904 года был членом Котельнического уездного отделения Вятского Епархиального училищного совета; с 17 (29) августа 1896 года по 28 февраля (12 марта) 1904 года — благочинным 1-го округа Котельнического уезда; с 18 (30) сентября 1898 года по 28 октября (10 ноября) 1904 года — законоучителем земского женского училища.
23 сентября (6 октября) 1904 года был перемещён настоятелем в собор Казанской иконы Божией Матери города Орлова с возведением в сан протоиерея. С 28 октября (10 ноября) 1904 года по 29 февраля (13 марта) 1912 года благочинный города Орлова. В 1905-1912 годах состоял законоучителем Орловского реального училища; с 1907 года по 29 февраля (13 марта) 1912 года — председатель Орловского уездного отделения Вятского епархиального училищного совета; в 1904-1912 годах — законоучитель земской гимназии города Орлова. В 1905—1912 годах депутат от духовенства в заседаниях Орловской городской думы.
С 29 февраля (13 марта) 1912 года назначен настоятелем Троицкого собора г. Котельнича. В 1912-1913 годах — благочинный города Котельнича и председатель Котельнического уездного отделения Вятского епархиального училищного совета.
В 1912 году отец Сергий был избран членом Государственной думы от Вятской губернии. Входил во фракцию правых, хотя до избрания в Думу в правых партиях и союзах не состоял; с августа 1915 года присоединился к фракции прогрессивных националистов и Прогрессивному блоку. Состоял членом комиссий: по местному самоуправлению, по городским делам, бюджетной, а также по судебным реформам.
Во время Февральской революции находился на лечении в лазарете при Кауфманской общине сестёр милосердия Общества Красного Креста. 23 октября 1919 года он был уволен по прошению за штат, но с 31 декабря снова принят на епархиальную службу с назначением настоятелем Софийского собора в Детском Селе. С 1929 года по 24 марта 1938 года был штатным священником Знаменской церкви. В Пушкине проживал сначала на улице Гоголя, а затем на Октябрьском бульваре. Вероятно, к 1940 году проживал в Гатчине, где служил в одном из храмов. Дальнейшая судьба неизвестна.

## Награды, знаки отличия

### Церковные, богослужебные награды
- 1884 год — набедренник;
- 1893 год — скуфья;
- 1897 год — камилавка;
- 1899 год — благословение от Святейшего Синода с грамотой;
- 1901 год — синодальный наперсный крест;
- 1904 год — сан протоиерея;
- 1917 год — палица

### Светские награды
- 1909 год — орден Святой Анны 3-й степени;
- 1913 год — орден Святой Анны 2-й степени